# 西亞格利茨河
52°58′16.4″N 12°24′8.6″E / 52.971222°N 12.402389°E
西亞格利茨河（德語：Westliche Jäglitz），是德國的河流，位於該國東北部，由勃蘭登堡州負責管轄，屬於亞格利茨河的支流，河道全長15.2公里，河口處在東普里格尼茨-魯平縣。